# Elephantomyia luculenta
Elephantomyia luculenta är en tvåvingeart som beskrevs av Alexander 1928. Elephantomyia luculenta ingår i släktet Elephantomyia och familjen småharkrankar.
Artens utbredningsområde är Taiwan. Inga underarter finns listade i Catalogue of Life.